# Marie Bessmertny
Marie Bessmertny (geb. Freundesheim; geboren 3. Januarjul. / 15. Januar 1854greg. in Kalwaria, Russisches Kaiserreich; gestorben 4. August 1934 in Hamburg) war eine deutsche Schriftstellerin. Ihr Sohn ist der Schriftsteller Alexander Bessmertny.
Marie Bessmertny lebte seit 1894 in Hamburg, wo sie 1905 die hamburgische Staatsangehörigkeit erhielt. Sie war unter anderem als Übersetzerin und Rezensentin bei der Königsberger Hartungschen Zeitung tätig.

## Übersetzungen
- Anton Rubinstein: Die Meister des Klaviers. Musikalische Vorträge über die Entwicklung der Klavier-Komposition, gehalten zu St. Petersburg im Saal des Konservatoriums 1888-1889. Übers. von M. Bessmertny. Berlin: Harmonie, Verl.-Ges. für Literatur und Kunst, 1899.[1]
- Xavier de Maistre: Die junge Sibirierin. Deutsch von Marie Beßmertny. Köln: Hermann & Friedrich Schaffstein, 1907 (=Schaffsteins Volksbücher für die Jugend, Band 55).[2]